# Liste der Baudenkmäler in Welschnofen
Die Liste der Baudenkmäler in Welschnofen (italienisch Nova Levante) enthält die 15 als Baudenkmäler ausgewiesenen Objekte auf dem Gebiet der Gemeinde Welschnofen in Südtirol.
Basis ist das im Internet einsehbare offizielle Verzeichnis der Baudenkmäler in Südtirol. Dabei kann es sich beispielsweise um Sakralbauten, Wohnhäuser, Bauernhöfe und Adelsansitze handeln. Die Reihenfolge in dieser Liste orientiert sich an der Bezeichnung, alternativ ist sie auch nach der Adresse oder dem Datum der Unterschutzstellung sortierbar.

## Liste
| Foto |                 | Bezeichnung                                                | Standort                     | Eintragung                  | Beschreibung | Metadaten                                              |
| ---- | --------------- | ---------------------------------------------------------- | ---------------------------- | --------------------------- | --- | ------------------------------------------------------ |
| ja   | Datei hochladen | Kapelle beim Oberpoppener ID: 17999                        | 46° 25′ 15″ N, 11° 33′ 35″ O | 4. Juni 1985 (BLR-LAB 2512) | Einfache Kapelle mit offenem Rundbogen, Tonnengewölbe und Tuffsteingrotte. Sie wurde 1937 erbaut.                            | KG: Welschnofen Bauparzelle: 662                       |
| ja   | Datei hochladen | Kapelle beim Pitschöler ID: 17992                          | 46° 25′ 8″ N, 11° 34′ 10″ O  | 4. Juni 1985 (BLR-LAB 2512) | Kapelle, erbaut Anfang 19. Jahrhundert                                                                                       | KG: Welschnofen Bauparzelle: 367                       |
| ja   | Datei hochladen | Karersee-Hotel ID: 50600                                   | 46° 24′ 26″ N, 11° 35′ 8″ O  | 28. März 2017 (BLR-LAB 347) | Hotel nach Plänen von Musch & Lun 1894–1896 erbaut, später erweitert                                                         | KG: Welschnofen Bauparzelle: 602/1, 602/2              |
| BW   | Datei hochladen | Marienkapelle beim Geiger ID: 17998                        | 46° 24′ 47″ N, 11° 32′ 34″ O | 4. Juni 1985 (BLR-LAB 2512) | Kapelle mit Kuppel und Kreuzgratgewölbe, erbaut im Jahr 1874                                                                 | KG: Welschnofen Bauparzelle: 553                       |
| ja   | Datei hochladen | Marienkapelle beim Kohler ID: 17987                        | 46° 25′ 44″ N, 11° 30′ 1″ O  | 4. Juni 1985 (BLR-LAB 2512) | Die Kapelle wurde 1848 nach einem Brand neu erbaut.                                                                          | KG: Welschnofen Bauparzelle: 1674                      |
| ja   | Datei hochladen | Marienkapelle beim Unterpoppener ID: 17994                 | 46° 25′ 22″ N, 11° 33′ 24″ O | 4. Juni 1985 (BLR-LAB 2512) | Kapelle vom Ende des 19. Jahrhunderts                                                                                        | KG: Welschnofen Bauparzelle: 374/1                     |
| ja   | Datei hochladen | Oberspecht ID: 17993                                       | 46° 25′ 9″ N, 11° 33′ 57″ O  | 4. Juni 1985 (BLR-LAB 2512) | Ländliches Wohnhaus/Bauernhof                                                                                                | KG: Welschnofen Bauparzelle: 368                       |
| ja   | Datei hochladen | Pfarrkirche St. Ingenuin und Albuin mit Friedhof ID: 17989 | 46° 25′ 49″ N, 11° 32′ 21″ O | 23. Feb. 1987 (BLR-LAB 767) | Die 1828 geweihte klassizistische Kirche wurde 1965 durch einen Neubau von H. Maurer ersetzt, wobei der Turm erhalten blieb. | KG: Welschnofen Bauparzelle: 312 Grundparzelle: 3145/2 |
| BW   | Datei hochladen | Planken ID: 17995                                          | 46° 25′ 42″ N, 11° 32′ 42″ O | 6. Juli 1965 (MD)           | Ländliches Wohnhaus/Bauernhof mit Jahreszahl 1656 an der Taltraufenseite.                                                    | KG: Welschnofen Bauparzelle: 393                       |
| BW   | Datei hochladen | Springer ID: 17988                                         | 46° 25′ 51″ N, 11° 31′ 29″ O | 4. Juni 1985 (BLR-LAB 2512) | Ländliches Wohnhaus/Bauernhof                                                                                                | KG: Welschnofen Bauparzelle: 291                       |
| ja   | Datei hochladen | St.-Josef-Kapelle ID: 50599                                | 46° 24′ 29″ N, 11° 35′ 23″ O | 28. März 2017 (BLR-LAB 347) | Kapelle 1897 nach Plänen von Musch & Lun errichtet, einfacher neuromanischer Bau, 1982–1983 erweitert                        | KG: Welschnofen Bauparzelle: 602/2                     |
| ja   | Datei hochladen | St. Sebastian ID: 17996                                    | 46° 25′ 41″ N, 11° 32′ 41″ O | 4. Juni 1985 (BLR-LAB 2512) | Die Kirche ist eine romanische Anlage mit abgesetzter Apsis, 1665 wurde sie umgebaut.                                        | KG: Welschnofen Bauparzelle: 394                       |
| ja   | Datei hochladen | St.-Josefs-Kapelle beim Ladritscher ID: 17991              | 46° 25′ 19″ N, 11° 33′ 58″ O | 4. Juni 1985 (BLR-LAB 2512) | Kapelle, einfacher Bau, Ende 19. Jahrhundert erbaut                                                                          | KG: Welschnofen Bauparzelle: 362                       |
| ja   | Datei hochladen | St.-Ottilien-Kapelle beim Frommer ID: 17997                | 46° 26′ 19″ N, 11° 33′ 59″ O | 4. Juni 1985 (BLR-LAB 2512) | Kapelle, Anfang 19. Jahrhundert                                                                                              | KG: Welschnofen Bauparzelle: 502                       |
| ja   | Datei hochladen | Zyprian ID: 17990                                          | 46° 25′ 54″ N, 11° 32′ 20″ O | 4. Juni 1985 (BLR-LAB 2512) | Ländliches Wohnhaus/Bauernhof                                                                                                | KG: Welschnofen Bauparzelle: 317/1                     |

Falls bei einem Baudenkmal keine Koordinaten bekannt sind, werden ersatzweise die Katasterdaten zum Zeitpunkt der Unterschutzstellung angegeben. Diese sind weder offiziell noch zwingend aktuell.
Die vom Landesdenkmalamt übernommenen Adressen können veraltet sein.
| Foto:   | Fotografie des Denkmals. Klicken des Fotos erzeugt eine vergrößerte Ansicht. Daneben finden sich zwei Symbole: |
| ID      | Identifikator beim Südtiroler Landesdenkmalamt                                                                 |
| KG      | Katastralgemeinde                                                                                              |
| MD      | Ministerialdekret                                                                                              |
| BLR-LAB | Beschluss der Landesregierung – Landesausschussbeschluss                                                       |